# Moïse Katumbi
Moïse Katumbi Chapwe, né le 28 décembre 1964 à Kashobwe dans le Haut-Katanga, est un homme d’affaires, homme politique et dirigeant sportif congolais. Il est président du parti Ensemble pour la République. Il est gouverneur de la province du Katanga de février 2007 à septembre 2015, date à laquelle il démissionne du gouvernorat et du Parti du peuple pour la reconstruction et la démocratie (PPRD),. Depuis 1997, il est le président du Tout Puissant Mazembe, club de football congolais, sacré cinq fois champion d'Afrique et finaliste de la Coupe du monde des clubs en 2010.
En 2015, Moïse Katumbi est décrit comme « le deuxième homme le plus puissant en république démocratique du Congo après le président Joseph Kabila », par l'hebdomadaire anglais The Economist et nommé « personnalité de l'année 2015 » selon un sondage mené par le magazine Jeune Afrique auprès de ses lecteurs. Moïse Katumbi fait partie de la coalition de l'opposition "Le Rassemblement".
Il est désigné candidat à la présidence par les opposants du G7, une coalition de 7 partis de l'opposition politique congolaise, en mars 2016,, et par les opposants d'Alternance pour la République en mai 2016,. L'élection présidentielle est repoussée, permettant à Joseph Kabila de se maintenir au pouvoir et provoquant une crise politique majeure dans le pays. Moïse Katumbi s'exile alors en Europe après avoir été condamné en république démocratique du Congo (RDC), ce qu'il a dénoncé comme étant un harcèlement judiciaire du régime de Joseph Kabila pour l'empêcher d'être candidat. Le 20 mai 2019, il effectue son retour en république démocratique du Congo après trois ans d'absence.
Moïse Katumbi est candidat à l'élection présidentielle de décembre 2023 où il arrive en deuxième position avec 18 %.

## Histoire familiale
Né le 28 décembre 1964 à Kashobwe,, une ville moyenne du Haut-Katanga, à la frontière avec la Zambie, au sein de l’ethnie bemba[source insuffisante], Moïse Katumbi est né d’une mère congolaise et d’un père grec, issu de la communauté juive de Rhodes, Nissim Soriano. Celui-ci avait fui entre les deux guerres mondiales l’île de Rhodes alors contrôlée par l’Italie fasciste et était venu s’établir au Katanga, près du lac Moero, non loin de la frontière zambienne. Nissim Soriano y développa un commerce de poissonnerie repris ensuite par le demi-frère aîné de Moïse Raphaël Katebe Katoto (né en 1944). Moïse Katumbi est marié à Carine Katumbi et il est le père de cinq  enfants: Nissim, Champion, Moses, Ishmael et Jonathan Katumbi.

## Éducation
Moïse Katumbi fait ses études primaires au lycée Kiwele de Lubumbashi. Il a poursuivi sa 5e et 6e primaire à l'école primaire Kabukwikwi et ses études secondaires à la mission de Kapolowe pour y obtenir un diplôme d’état, option pédagogie générale.

## Carrière privée

### Homme d’affaires
Moïse Katumbi s'enrichit dans la pêche, s’approvisionnant dans le lac Moero et faisant la plus grande partie de son commerce avec la Gécamines, une des principales entreprises minières de la région. Son commerce s’étend également à la Zambie et se diversifie : transport, commerce, approvisionnement alimentaire. Il crée en 1987 la société Établissement Katumbi qui regroupe ses activités.
En 1997, Moïse Katumbi crée la société MCK (Mining Company Katanga) active dans les services aux activités d’exploitation du cuivre et du cobalt de la Gécamines.
En novembre 2015, il vend MCK, sa principale société, à la société française Necotrans. Ses multiples activités développées avant d’entrer en politique au Congo, en Zambie, en Afrique du Sud font de lui un entrepreneur important.
Il est aussi patron et partenaire dans plusieurs entreprises et sous traitance tel que Hakuna Matata, Habari Kani et Muzuri Sana, ainsi que Katumbi Construction et Virginika, employant directement  plus de 9 000 salariés et d'autres 25 000 indirectement.

### Football

#### Président du TP Mazembe
Depuis 1997, Moïse Katumbi est président du Tout Puissant Mazembe (TP Mazembe), le principal club  de football congolais et l'un des plus titrés en Afrique. Le club a remporté cinq fois la Ligue des champions africaine (1967, 1968, 2009, 2010 et 2015) dont trois fois sous sa présidence et a atteint la finale de la Coupe du Monde des Clubs à Abou Dabi en 2010, premier club non européen ou sud-américain à accéder à la finale du mondial des Clubs en 2010. Le club remporte la Coupe de la confédération en novembre 2016 et 2017.
En 2011, Moïse Katumbi inaugure un stade flambant neuf, le stade Tout Puissant Mazembe, avec une capacité de 18 000 places. C'est le premier stade privé du pays appartenant à un club. La même année, un centre de formation appelé Katumbi Football Académie ouvre ses portes,. L’objectif est de former l’élite du football africain. D’importants travaux en 2015 ont permis à l’académie de se mettre au niveau des centres les plus modernes du monde.

#### Commission stratégique de la FIFA
En janvier 2012, Moïse Katumbi est élu membre de la commission stratégique de la FIFA.

## Carrière politique
Pour l'élection présidentielle de 2006 et celle de 2011, Moïse Katumbi soutient la campagne électorale de Joseph Kabila. Entre 2007 et 2015 il est gouverneur du Katanga. Il démissionne du PPRD et du gouvernorat le 29 septembre 2015 dénonçant par une déclaration publique les dérives anticonstitutionnelles du régime, le recul de l'État de droit et des libertés individuelles en république démocratique du Congo et la volonté du président Kabila de se maintenir au pouvoir au-delà de ses deux mandats constitutionnels,. Il appelle par la même occasion à un large rassemblement républicain et démocratique dans le pays. Cette démission provoque un séisme dans le paysage politique congolais.
Le 6 janvier 2016, Moïse Katumbi prend la parole pour annoncer que « 2016 sera l'année où il y aura la première alternance » en RDC.

### Député à l'Assemblée nationale
Aux élections législatives de 2006, Moïse Katumbi est élu député du Katanga avec plus de 100 000 voix en sa faveur. Il travaille à l’Assemblée nationale de la république démocratique du Congo et à l’Assemblée provinciale du Katanga,.

### Gouverneur du Katanga
Moïse Katumbi est élu gouverneur de la province du Katanga en janvier 2007 avec 94 voix sur 102,. Dès son arrivée à la tête du Katanga, Moïse Katumbi met en place l’interdiction d’exporter les minerais bruts, forçant ainsi les industriels à construire leurs unités de transformation au Katanga, source d’emplois pour la population et de développement pour la province. En 2010, à la suite de la chute du prix du cuivre et du départ précipité des entreprises minières (principalement chinoises) de la province, Moïse Katumbi demande à toutes les entreprises concernées de payer les indemnités de loyer et les taxes dues à la province, sous peine de mettre leurs biens aux enchères. De 2008 à 2013, la production de cuivre du Katanga passe de 800 tonnes à 1 million de tonnes par an.
Les revenus générés avec l’industrie minière permettent le développement rapide de la province.
La construction d’une centrale hydro-électrique sur la rivière Luapula est lancée en mai 2013. Plusieurs hôpitaux sont également construits,. Des écoles et universités sont rénovées.
De 2007 à fin 2012, la part de la population alimentée en eau potable passe de 48 % à 70%. Sur la même période, la tonne de farine de maïs passe de 2 200 à 500 dollars. Sur le plan agricole, depuis 2008, un arrêté oblige toute entreprise minière implantée dans la province à aménager 500 hectares de terres cultivables afin de répondre aux ambitions d’autosuffisance alimentaire de la région. La part de dépendance à l'importation passe de 98 % en 2007 à 25 % en 2015.
Entre 2007 et 2015, le nombre d'enfants scolarisés est passé de 300 000 à plus de 3 millions.
En 2007, les employeurs de la province se voient par ailleurs obligés de verser un salaire minimum de 100 dollars à tous leurs employés.
Il est à cette époque l'une des principales personnalités présentées dans le film Katanga Business de Thierry Michel.

### Démission du gouvernorat et opposition politique
Il démissionne le 29 septembre 2015 de son poste de gouverneur et du PPRD en dénonçant le non-respect de la constitution par le gouvernement : « tout est mis en œuvre pour ne pas respecter la Constitution ». Dans une déclaration politique rendue publique, il fustige aussi les « dérives inacceptables » du régime, notamment les arrestations arbitraires et intimidations. Il annonce dans la même déclaration l'organisation de larges concertations citoyennes afin de créer un mouvement républicain et démocratique dans le pays. Le 19 décembre, Moïse Katumbi est signataire de la déclaration du "Front citoyen 2016", une coalition entre l'opposition et la société civile congolaises engagée pour protéger la Constitution et le respect d'un calendrier électoral en 2016. Il soutient également la création du « Rassemblement », le mouvement principal de l'opposition politique et de la société civile du pays. La majorité des personnalités politiques de l'opposition qui le soutiennent sont des membres actifs du « Rassemblement »,.
En octobre 2016, un sondage mené par l'institut Berci et le Groupe d'étude sur le Congo (GEC) place Moïse Katumbi à la première place des intentions de vote pour la prochaine élection présidentielle,.

### Candidat aux élections présidentielles (2018 et 2023)
Il est désigné candidat à l'élection présidentielle de 2018 par le groupe G7, une coalition de 7 partis politiques de l'opposition issus de la majorité présidentielle, en mars 2016, et par Alternance pour la République, une autre coalition formée par 16 partis politiques, en mai 2016,,. Le mercredi 4 mai 2016, il officialise sa candidature sur son compte Twitter et par voie de communiqué de presse. Il déclare souhaiter avant tout instaurer l'État de droit afin d'offrir aux Congolais la stabilité, la paix et le développement économique. Le 12 mars 2018 à Johannesburg, il lance avec ses soutiens la plateforme électorale Ensemble pour le changement,. Il en est président.
Poursuivi et condamné dans son pays – pour plusieurs chefs d’accusations que ses avocats qualifient de « procès politiques » –, il tente en vain de revenir au Congo pour poser sa candidature à l’élection présidentielle prévue en décembre 2018.  Un mandat d'arrêt est émis à son encontre lorsqu'il demande une autorisation d’atterrissage et de survol de l’espace aérien congolais. La demande lui est refusée. À deux reprises, il tente de forcer le passage par le poste frontalier de Kasumbalesa. Quatre jours avant l’expiration des dépôts de candidature à la présidentielle, le gouvernement zambien lui notifie officiellement que Kinshasa n’agrée pas son entrée en république démocratique du Congo. Moïse Katumbi annonce qu’il compte saisir les instances régionales et sous-régionales, afin de trouver gain de cause.
Le 17 août, alors qu'il se trouve en Namibie, la RDC émet un mandat d'arrêt international à son encontre.
Katumbi apporte son soutien à Martin Fayulu, candidat de la plateforme Ensemble pour le changement, pour l'élection présidentielle mais c'est Félix Tshisekedi qui est élu.
La condamnation de Katumbi dans l'affaire Stoupis est annulée par le nouveau président Félix Tshisekedi et Katumbi revient en RDC en mai 2019,.
Katumbi et les 70 députés d'Ensemble pour la République, parti fondé par Katumbi en décembre 2019, rejoignent l'Union sacrée mise sur place en décembre 2020 par Tshisekedi et l'Union pour la démocratie et le progrès social (UDPS) pour avoir la majorité à l'Assemblée,.
En février 2021, le président Tshisekedi propose le poste de premier ministre à Katumbi qui le refuse.
Les tensions dans l'Union sacrée croissent à mesure que la volonté de Katumbi de se présenter à la prochaine élection présidentielle se matérialise.
En mai 2021, une polémique enfle concernant sa nationalité car une proposition de loi proposée par Noël Tshiani et présentée par le député Cerveau Nsingi Pululu de l'Union sacrée, vise à exclure de l'élection présidentielle les personnes de double nationalité,. Les proches de Tshisekedi nient que le président est à l'origine du dépôt de cette proposition de loi. Katumbi s'oppose fermement à toute loi qui interdirait à une personne née d'un parent étranger de candidater à l'élection présidentielle. Cette proposition suscite aussi des oppositions à l'étranger : l'ambassadeur américain en RDC, Mike Hammer (en) que l'adoption de la proposition est une « ligne rouge »,.
Le président Tshisekedi décide de nommer Denis Kadima, un proche, à la présidence de la Commission électorale nationale indépendante alors que plusieurs groupes dont les représentants des églises catholique et protestante et Katumbi s'opposent à cette nomination et que ce processus de nomination est généralement consensuel. La crise dure pendant de longs mois en 2021 et Tshisekedi passe in fine en force. Katumbi souhaitait aussi qu'un membre d'Ensemble pour la République soit intégré à la CENI : en vain. Il hésite alors à quitter formellement l'Union sacrée mais renonce. D'autre part, des proches de Katumbi, dont le ministre de l'Enseignement supérieur Muhindo Nzangi, sont démarchés par l'UDPS pour passer dans le camp du président Tshisekedi,.
En juillet 2021, Jacky Ndala, le chef de la branche jeunesse du parti de Katumbi, est arrêté et détenu par l'Agence nationale de renseignements (ANR), le service de renseignement de la RDC. Ndala est rapidement condamné à deux ans de prison ferme pour « incitation à la désobéissance aux lois » pour ses propos,.
En décembre 2021, Katumbi effectue le premier meeting de son parti, Ensemble pour la République. Il le fait à Kisangani, dans l'est du pays, et le prononce en swahili.
En mai 2022, Katumbi et Kabila se rencontrent et semblent abandonner le conflit qui les oppose depuis 2015.
En décembre 2022, Moïse Katumbi annonce officiellement sa candidature, au nom d'Ensemble pour la République, à l'élection présidentielle de décembre 2023. Il annonce aussi quitter l'Union sacrée, la coalition majoritaire à l'Assemblée qui soutient le président Tshisekedi.
En mai 2023, Katumbi planifie de se rendre dans la province du Kongo-Central pour y mener campagne pendant une semaine. Le gouverneur de la province, Guy Bandu Ndungidi, lui demande de raccourcir ce déplacement à un jour et dans une seule ville. À la frontière de la province, la police interdit à Katumbi de rentrer dans la province. Le gouvernement congolais explique cette interdiction par la difficulté de trouver des policiers pour encadrer les activités politiques de Katumbi,. Peu après, Salomon Idi Della Kalonda, un proche conseiller décrit comme son bras droit est arrêté par le service des renseignements militaires à l'aéroport international de Kinshasa-Ndjili. Ses avocats n'ont pas l'autorisation de le rencontrer. Si les griefs envers Kalonda ne sont pas rendus publics officiellement, les autorités politico-judiciaires mentionnent dans la presse des contacts possibles entre Kalonda et plusieurs groupes armés : la milice Mobondo et les Bakata Katanga. Salomon Idi Kalonda est ensuite accusé d'« atteinte à la sûreté de l'État » et de « tentative de coup d'État »,,,. Le 27 mars 2024, il bénéficie d'une liberté provisoire.
Katumbi dépose son dossier de candidature à l'élection présidentielle le 4 octobre 2023. Il est accepté,,. En novembre 2023, 5 des principaux candidats de l'opposition (Matata Ponyo Mapon, Moïse Katumbi, Delly Sesanga, Martin Fayulu et Denis Mukwege) négocient au sein de la coalition Congo ya Makasi pour présenter une candidature unique. Peu après, Matata Ponyo se désiste en faveur de Katumbi. Trois autres candidats, Seth Kikuni, Franck Diongo et Delly Sesanga se désistent ensuite en sa faveur,. En plus des tracasseries administratives qui lui sont imposées et des arrestations dans son entourage, Katumbi est victime d'une campagne de désinformation visant à faire croire qu'il n'est pas Congolais. Cette campagne est relayée en particulier par Jean-Pierre Bemba, ministre de la Défense et soutien de Tshisekedi,. Katumbi termine en deuxième position, derrière le président sortant Félix Tshisekedi et obtient 18 % des voix. Katumbi, Fayulu et Floribert Anzuluni, tous trois candidats à l'élection présidentielle, réclament l'annulation des éléctions de décembre critiquant l'absence de toute compilation des votes par bureau de vote.

### Après l'élection présidentielle de 2023
En décembre 2024, Katumbi rencontre Joseph Kabila à Addis-Abeba, en Éthiopie. Les deux hommes publient un communiqué commun dans lequel ils critiquent le président Tshisekedi, sa volonté de réformer la constitution et la présence de « mercenaires et troupes étrangères » dans le pays. Cette rencontre marque un net rapprochement entre deux anciens ennemis.
Les défaites militaires des Forces armées de la république démocratique du Congo (FARDC) dans son combat contre la résurgence du M23 dans l'est du pays au début de l'année 2025, fragilisent politiquement Tshisekedi qui lance l'idée d'un gouvernement d'union nationale. Des consultations sont organisées avec de nombreuses organisations mais les principaux leaders de l'opposition (Katumbi, Kabila, Fayulu et Sesanga) refusent d'y participer, préférant participer à celles menées par la Conférence épiscopale nationale du Congo (Cenco) et l'Église du Christ au Congo. Ce dialogue inter-congolais est jugé nécessaire pour traiter des problèmes de la RDC, comme la corruption généralisée, le pillage des ressources naturelles ou la mauvaise gouvernance,.

## Démêlés judiciaires
Depuis sa démission du PPRD et de son poste de gouverneur, Moïse Katumbi se dit victime de tracasseries administratives, d'intimidation et de harcèlement judiciaire à motivation politique,. Cet acharnement judiciaire s'est accéléré au lendemain de son annonce de candidature à l'élection présidentielle initialement prévue pour 2016 par l'ouverture d'une enquête sur le supposé recrutement de mercenaires.

### Affaire dite des «mercenaires»
En mai 2016, un meeting pacifique de Moïse Katumbi à Lubumbashi est réprimé dans la violence par la police,. À cette occasion, un conseiller de sécurité américain, Darryl Lewis, est arrêté avec une dizaine d'autres proches de Moïse Katumbi. Ces derniers sont accusés d'avoir été recrutés par Moïse Katumbi pour déstabiliser le pays et préparer un coup d'État.
Au lendemain de sa déclaration de candidature à la présidence, la résidence de Moïse Katumbi à Lubumbashi est encerclée par les forces de police et de l'Agence nationale de renseignements (ANR) après que le ministre de la Justice, Alexis Thambwe, ait ordonné l'ouverture d'un dossier judiciaire à son encontre en assurant détenir « la preuve documentée que plusieurs anciens militaires américains se trouvent actuellement au Katanga à son service ». Le ministre de la justice parle du conseiller sécurité, Darryl Lewis, toujours détenu depuis son arrestation. L'ambassade des États-Unis contredira immédiatement cette accusation en se disant « préoccupée par les accusations fausses d'activités de mercenariat qui auraient été faites »,.
Le 9 mai 2016, Moïse Katumbi se présente à une audience au parquet général accompagné par une immense foule venu le soutenir. L'audience dure plus de sept heures et reprend le 11 mai 2016 pour une deuxième audition. Ce jour-là, la manifestation de soutien pacifique est sévèrement réprimée par les forces de l'ordre. Moïse Katumbi rejette les accusations en bloc et affirme sur son compte Twitter que ce procès est un procès politique, basé sur de fausses accusations et destiné à l'écarter de la course à la présidentielle. Human Rights Watch y voit aussi un procès à motivation politique et dénombre plus de 40 proches de Moïse Katumbi arbitrairement arrêtés. Lors de la troisième journée d'audition, Moïse Katumbi est blessé par les violences policières et évacué pour raisons de santé en Afrique du Sud. Un mois plus tard, Darryl Lewis est libéré de prison sans aucune condamnation, enlevant toute crédibilité aux accusations de l'État contre Moïse Katumbi,. À son retour aux États-Unis, Darryl Lewis porte plainte contre deux responsables congolais : l'administrateur de l'ANR, Kalev Mutond et le ministre de la Justice, Alexis Thambwe. Il affirme avoir reçu des mauvais traitement et avoir été torturé pendant ses six semaines de détention.

### Affaire immobilière «Stoupis»
Après l'échec de l'affaire des « mercenaires » et la libération du seul présumé mercenaire, l'Américain Darryl Lewis, une nouvelle affaire est instruite contre Moïse Katumbi, immobilière cette fois. Un citoyen grec, Alexandros Stoupis, l'accuse de lui avoir spolié sa maison à Lubumbashi. Katumbi conteste la légalité du procès - d'une part, parce qu'il était à l'étranger pour soins médicaux au moment des faits, d'autre part, les faits étaient prescrits puisque la loi stipule que trois ans après avoir été établi, un titre de propriété n'est plus attaquable . Enfin, le titre de propriété appartient au frère de Moïse Katumbi. Ce dernier est condamné à 36 mois de prison et à une amende d'un million de dollars américains avec mandat de prise de corps. Cette condamnation le rend automatiquement inéligible.
À la fin de juillet 2016, la juge présidente du tribunal de Lubumbashi, Chantal Ramazani, fuit le pays et dénonce dans un courrier les pressions graves et menaces physiques qu'elle aurait subies de la part du ministre de la Justice, de la Présidence de la République et de l'ANR pour faire condamner Moïse Katumbi,. Dans un article du Monde daté du 22 septembre 2016, elle se confie longuement sur ces menaces. Elle intervient également à la télévision française sur TV5 Monde et France 24 afin d'expliquer en détail les menaces qu'elle a subies et l'irrégularité du procès,. Elle est aujourd'hui sous la protection de la FIDH et vit à Paris.
Nouveau rebondissement fin août 2016 lorsqu'il est révélé que la maison concernée par l'affaire "Stoupis" n'appartiendrait en fait même pas au citoyen grec en question.
Le jugement est cassé le 19 avril 2019.

### Rapport de la CENCO
Après la signature de l'accord du 31 décembre 2016, obtenu grâce au sacrifice de Moïse Katumbi qui n'a pas bloqué la signature malgré le non-règlement de son cas, les évêques catholiques du Congo, réunis dans la Conférence épiscopale nationale du Congo (CENCO), ont eu pour mission d'enquêter sur les cas « emblématiques » des opposants, notamment celui de Moïse Katumbi. Dans leur rapport rendu public en mai 2016, fruit d'une enquête de trois mois, ils estiment que « le procès collé à Moïse Katumbi est plutôt un règlement de comptes purement politique ». Ils y dénoncent des « mascarades » et avancent que « la thèse de l’acharnement contre Moïse Katumbi dans le seul but de l’empêcher de se faire élire n’est pas négligeable ». Ils demandent son retour en tant que citoyen libre en république démocratique du Congo,.

### Comité des droits de l'Homme des Nations unies
Moïse Katumbi et son avocat Éric Dupond-Moretti ont fait appel à la justice internationale en déposant une plainte contre le gouvernement congolais au Comité des droits de l'Homme afin de dénoncer l'acharnement judiciaire dont Moïse Katumbi et ses proches sont victimes depuis le passage à l'opposition. Le Comité des droits de l'Homme, dans une lettre adressée au gouvernement congolais le 13 juin 2017 exige que Moïse Katumbi « puisse rentrer en république démocratique du Congo et puisse participer librement et en toute sécurité, en tant que candidat, aux élections présidentielles prévues pour la fin de 2017 », ».

## Prix et distinctions
Le 15 décembre 2012, la Millenium Excellence Foundation décerna à Katumbi la récompense « Black Star d'Afrique 2012 » à Nairobi, au Kenya. La distinction récompense ses réalisations et son rôle modèle de la bonne gouvernance en Afrique.
En janvier 2015, Moïse Katumbi reçut également la récompense de « Leader de football de l'année » décernée par la Confédération africaine de football.
Le 22 décembre 2015, Moïse Katumbi a été nommé « Personnalité africaine de l'année 2015 » par le magazine africain Jeune Afrique.
Le 7 janvier 2020, il obtient le prix du meilleur dirigeant de club africain des mains du président de la FIFA, Gianni Infantino, aux CAF Awards.

### Filmographie
- 2009 - Katanga Business de Thierry Michel. Film documentaire où Moïse Katumbi apparait à diverses reprises.
- 2013 - L'irrésistible ascension de Moïse Katumbi de Thierry Michel